# 日本残侠伝
『日本残侠伝』（にほんざんきょうでん）は、1969年8月9日に公開された日本の映画である。監督はマキノ雅弘。主演は高橋英樹。日活制作。 

## 概要
東映の「昭和残侠伝シリーズ」等を手がけていたマキノ雅弘が、日活で初めて手がけた任侠活劇である。
女郎役として本作に出演した太田雅子は、日活入社五年目ながら、鳴かず飛ばずが続いたが、本作で出会ったマキノ監督から芸名を梶芽衣子に改名するよう勧められ、女優人生の大きな転機となった。　
大正半ばの浅草を舞台にデパートの利権をめぐって、昔気質の一家と新興の一家の対立を描く。

## キャスト
- 中山秀次郎：高橋英樹
- 黒髪の銀次：長門裕之
- 木曽の吾作：津川雅彦
- おせい：南田洋子
- おきみ：山本陽子
- 弘子：岩井友見
- 春代：梶芽衣子
- 銀流しの梅吉 ： 川地民夫
- 岩田 ： 深江章喜
- 喧嘩松： 郷鍈治
- おおくま ： 田中春男
- 弁天徳 ： 杉江廣太郎
- 十手亀 ： 柳瀬志郎
- オンボロ安造 ： 榎木兵衛
- 平公 ： 青木富夫
- 村井 ： 雪丘恵介
- 橋場の辰吉 ： 久遠利三
- 龍神一家子分 ： 黒田剛
- 署長 ： 小泉郁之助
- おさき ： 重盛輝江
- 女郎屋の女将 ： 堺美紀子
- お滝 ： 新井麗子
- 善公： 桂小かん
- 警官・龍神一家子分 ： 荒井岩衛
- 人足 ： 千代田弘
- ： 小林亘
- 刑事： 伊豆見英輔
- 人足： 高橋明、水木京一、近江大介、瀬山孝司
- キズ竹：晴海勇三
- 人足： 光沢でんすけ、山岡正義
- 龍神一家子分： 北上忠行、榊功、佐藤了一
- おげん： 高山千草
- 長屋住人：深町真喜子
- 所作指導：笛田直一
- 刺青： 河野光揚
- 技斗：高瀬将敏
- 難波市： 葉山良二
- 大場蔵之助： 須賀不二男
- 角芳の旦那：三島雅夫
- 江戸常五郎： 水島道太郎
- 粂之助：伴淳三郎

※以下ノンクレジット
- 龍神一家子分：田畑善彦
- 百貨店専務：八代康二
- 地主： 土田義雄、伊丹慶治、河合英二郎、市原久、久松洪介、伊達満
- 女郎： 牧まさみ
- 江戸常組関係者： 宮沢尚子
- 長屋の住人 ： 佐川明子、谷川玲子
- 龍神一家子分： 賀川修嗣、谷口芳昭、前田武彦
- 長屋の住人 ： 上原一二三、中庸子
- 警官 ： 白井鋭
- 龍神一家子分： 熱海弘到、岩手征四郎
- 刑事 ： 山之辺潤一、澄川透
- 警官：池沢竜
- 刑事 ： 露木譲

## スタッフ
- 監督 ： マキノ雅弘
- 脚本： 永田俊夫、マキノ雅弘
- 企画 ： 高木雅行
- 原作：マキノ雅弘
- 音楽： 小杉太一郎

## 製作
赤字続きで、1969年始めに撮影所も売却し、いまにも潰れるのでないかとウワサされた日活は、フリーの石井輝男を招聘したり、東映東京撮影所の園田実彦プロデューサーを引き抜いたりした後、この年の夏から製作担当・堀雅彦常務製作本部長が、日活お家芸の"青春路線"を中止させ、「なんでもかんでも東映のマネをしろ」とプロデューサーに厳命し、題名から内容まで徹底的に東映作品のマネをした映画製作を決定した。マキノは前作『日本侠客伝 花と龍』撮影中に骨折し、無理して撮影したため症状を悪化させ苦しんでいた。このタイミングで日活の堀雅彦製作本部長から、東映の岡田茂企画製作本部長に東映任侠路線の立役者の一人であるマキノ監督の貸し出し要請があり、岡田はマキノが身動き出来ないことを承知で日活にマキノをレンタルした。

### キャスティング
女優が足りないのは、当時の五社共通の悩みであったが、とりわけ深刻なのが日活だった。浅丘ルリ子は他社出演を続け、吉永小百合とは冷戦状態。松原智恵子や和泉雅子といった比較的人気のある青春スターは、テレビドラマで忙しく、とても映画どころではない。"第二東映"とカゲ口を叩かれながらも『儲かることはいいことだ』とばかり、ひたすら任侠路線を突っ走る日活に青春スターの割り込む余地はない。日活としては松原智恵子に、藤純子や江波杏子の向うを張って女賭博師になって欲しかったが、松原に断固拒否された。当時の日活は出演料がいつ貰えるのか分からない状況。テレビはすぐに出演料が振り込まれ、さらに人気を得るにはテレビの方が手っ取り早かった。外人部隊の隊長格だった扇ひろこを招集したのもこうした社内事情からで、脱いで貰えるかを期待して招集した大門節子には「ハダカになりません」ときっぱりと断られた。そんなこんなで仕方なく太田雅子、こと梶芽衣子をヤクザ女優に仕立てることに相成った。また、本作に出演する津川雅彦がデヴィ・スカルノとの不倫騒動でマスメディアを賑わしていたため、津川とデヴィとの共演を画策したが、これもデヴィに断られた。

## タイトル
日活は本作のタイトルに高倉健主演の東映二大任侠ヒットシリーズ「日本侠客伝」と「昭和残侠伝」をミックスさせて『日本残侠伝』というタイトルを付け、タイトルまでパクった。東映の任侠映画のタイトルも岡田が全部付けていたから、これを知った大川博東映社長から怒鳴られた岡田は、マキノに電話を掛けて「その題名で撮るのはやめてくれ」と抗議したが、マキノは「何を云ってんのや、日活に頼まれてわしを女郎みたいに売っというて、日活が作った題名を何でわしにやめろって云うんだ。わしの付けた題名やない。そんなこと、わしに文句付けんで、お前とこで日活に云え」と言い返し、岡田が堀常務に抗議したが「題名を変えることはお断り致します」ときっぱりと言われた。マキノは岡田を苦手にしていたため、しばし溜飲を下げた。マキノは1971年に岡田が東映の社長に就任すると、東映を退社した。

## 興行成績
日活は"マネマネ路線""第二東映""第三東映"などと陰口を叩かれながら、意外にこれが成功し一時軌道に乗った。

## 同時上映
『姐御』
- 原作：藤田五郎 / 脚本：青山剛（長田紀生） / 監督：斎藤武市 / 主演：扇ひろ子